# FEI (bedrijf)

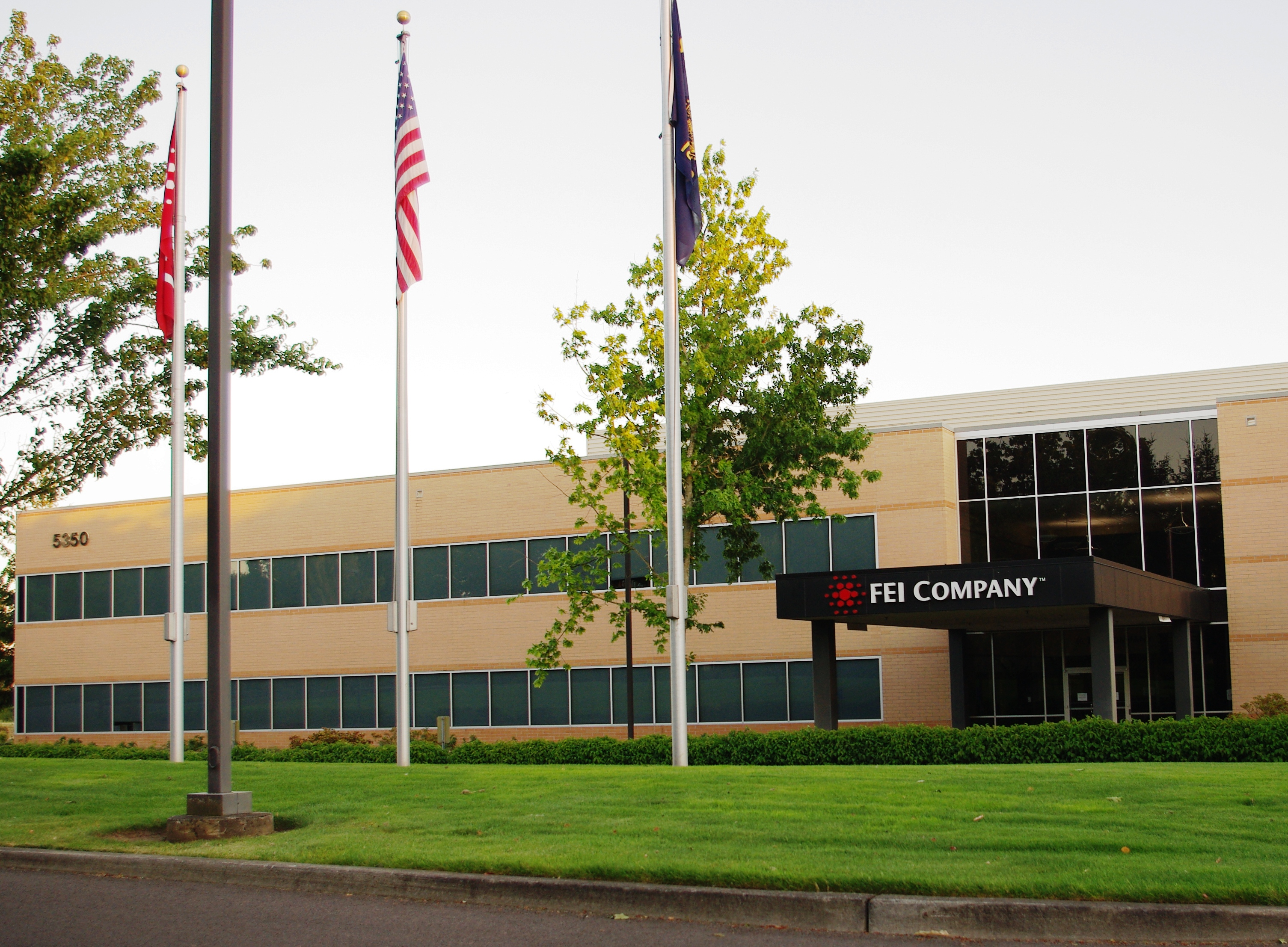
Hoofdkantoor FEI Company in het industriepark in Hillsboro (Oregon)

FEI Company (voluit: Field Electron and Ion Company, Nederlands: veldelektronen- en ionenbedrijf) was een wereldwijd opererend concern dat een groot aantal typen elektronenmicroscopen ontwikkelde, produceerde en op de markt bracht. Deze toestellen waren van groot belang voor de halfgeleiderindustrie en voor nog veel meer uiteenlopende takken van onderzoek en industrie, waaronder de nanotechnologie.
FEI was ontstaan uit een fusie van FEI en de activiteiten van Philips op het terrein van de elektronenmicroscopie.
In 2018 had FEI 2800 medewerkers en een omzet van 930 miljoen dollar. Thermo Fisher Scientific nam het bedrijf in 2016 over.

## Geschiedenis

### Philips
In 1949 was de afdeling Elektronenoptica van Philips een van de eerste bedrijven die de serieproductie van de transmissie-elektronenmicroscoop (TEM) begonnen. In 1958 doorbrak Philips met haar model EM200 als eerste ter wereld de 10 ångström-barrière.
In 1990 bracht Philips een scanning elektronenmicroscoop (SEM) op de markt voor de fabricage van halfgeleiderwafers van zes inch.
In 1996 verwerft Philips het in Brno gevestigde bedrijf Delmi en ook het bedrijf Electroscan dat de environmental SEM-technologie (ESEM) heeft ontwikkeld en in 1994 een resolutie van 4 nm had bereikt. In 1997 zou Philips Elektronenoptica met FEI fuseren, waarbij voortaan de naam FEI zou worden gebruikt.

### FEI
Het Amerikaanse bedrijf FEI werd in 1971 opgericht met als doel om monokristallijne materialen te produceren voor het bestuderen van veldemissie. In 1981 werden vloeibaarmetaalionenbronnen (liquid metal ion source of LMI) ontwikkeld.
In 1997 fuseerde FEI met Philips Elektronenoptica.
In 1999 verwierf FEI de Micrion Corporation, een bedrijf dat in 1983 was opgericht en zich eveneens met elektronenmicroscopie bezighield.
In 2004 werd de 1 ångström-barrière doorbroken. In 2005 werd een resolutie van 1,5 nm bereikt.

## Vestigingen
De FEI Groep is gevestigd te
- Eindhoven
- Portland
- Shanghai
- Brno
- Tokio